# 日産ディーゼル・R系エンジン
日産ディーゼル・R系エンジン（にっさんディーゼル・アールけいエンジン）とは、日産ディーゼル工業（現・UDトラックス）が1960年代後半  -  2005年にかけて生産していたディーゼルエンジンである。  大型トラック・バス、船舶等に搭載され、またコジェネレーションなど産業用エンジンとしても幅広く採用されていた。

## シリーズの解説
最初に発売されたV型8気筒のRD8型、V10気筒のRD10型はCシリーズに搭載され、エンジン重量は増えるが4ストロークエンジン特有の静粛性と来るべき排出ガス規制を踏まえたもので、公道用の車両では1973年（昭和48年）までに6気筒のP系、N系とともに2ストロークエンジンのUD8、UD12を置き換えた。
トラックのみならずバス（観光、路線）にも搭載され幅広く用いられた。

## 基本構造
鋳鉄ブロックのV型8気筒、またはV型10気筒で動弁方式はOHV、バルブ数はＲＤからＲＧまで吸排気1個ずつの2バルブ、ＲＨとＫＬ－規制に対応したＲＦ８ターボが吸排気2個ずつの4バルブ構成である。また燃料供給はすべて直噴式で、P系エンジンには設定のあった予燃焼室式や、CNG（圧縮天然ガス）仕様の設定はなかった。
無過給 (NA)  とターボ過給仕様がある。1992年（平成4年）にビッグサムトラクターに設定されたRF8TA型以降のターボエンジンはすべてインタークーラー化された。なお、バスに採用されたのはすべてNAのみである。排気量は最終的に10気筒のRH10型で26.5リッターまで拡大した。

## 舶用エンジン
マリンエンジンにも使われ、トラック・バス用にないラインナップもあった。

### V8
RD8型・インタークーラーターボ搭載
- 最高出力: 360 PS (265 kW) / 2300 rpm （連続定格出力）

### V10
RD10型・インタークーラーターボ搭載
- 最高出力: 450 PS (331 kW) / 2300 rpm （連続定格出力）

RE10型・インタークーラーターボ搭載
- 最高出力: 500 PS (368 kW) / 2300 rpm （連続定格出力）

## ラインアップ（トラック、バス用）
- 出典[3]

### V8気筒シリーズ
RD8型
- 2バルブ・自然吸気
- ボア 135 mm × ストローク 125 mm、14,313 cc
- 最高出力:
  - 285 PS (210 kW) / 2500 rpm
  - 300 PS (221 kW) / 2500 rpm

- 最大トルク:
  - 98 kgf⋅m (961 N⋅m) / 1400 rpm
  - 100 kgf⋅m (981 N⋅m) / 1400 rpm

RD8(T)型
- 2バルブ・ターボチャージャー搭載
- ボア 135 mm × ストローク 125 mm、14,313 cc
- 最高出力: 330 PS (243 kW) / 2400 rpm
- 最大トルク: 123 kgf⋅m (1,206 N⋅m) / 1200 rpm

RE8型
- 2バルブ・自然吸気
- ボア 135 mm × ストローク 132 mm、15,115 cc
- 最高出力: 295 PS (217 kW) / 2200 rpm
- 最大トルク: 105 kgf⋅m (1,030 N⋅m) / 1400 rpm

RF8型
- 2バルブ・自然吸気
- ボア 138 mm × ストローク 142 mm、16,991 cc
- 最高出力:
  - 310 PS (228 kW)} / 2200 rpm
  - 340 PS (250 kW) / 2200 rpm

- 最大トルク:
  - 110 kgf⋅m (1,079 N⋅m) / 1400 rpm
  - 120 kgf⋅m (1,177 N⋅m) / 1400 rpm

RF8(T)型
- 搭載車両: ビッグサム （車両型式 U-, KC-CW540）
- 2バルブ・インタークーラー付きツインターボ搭載
- ボア 138 mm × ストローク 142 mm、16,991 cc
- 最高出力: 480 PS (353 kW) / 2200 rpm
- 最大トルク: 180 kgf⋅m (1,765 N⋅m) / 1300 rpm

RF8(T)型
- 搭載車両: ビッグサム （車両型式 KL-CW540）
- 4バルブ・インタークーラー付きツインターボ搭載
- ボア 138 mm × ストローク 142 mm、16,991 cc
- 最高出力:
  - 480 PS (353 kW) / 2200 rpm
  - 560 PS (412 kW) / 2000 rpm

- 最大トルク:
  - 200 kgf⋅m (1,961 N⋅m) / 1400 rpm
  - 230 kgf⋅m (2,256 N⋅m) / 1300 rpm

RG8型
- 2バルブ・自然吸気
- ボア 142 mm × ストローク 142 mm、17,990 cc
- 最高出力:
  - 350 PS (257 kW) / 2200 rpm
  - 370 PS (272 kW) / 2200 rpm

- 最大トルク:
  - 125 kgf⋅m (1,226 N⋅m) / 1300 rpm
  - 130 kgf⋅m (1,275 N⋅m) / 1300 rpm

RH8型
- 4バルブ・自然吸気
- ボア 150 mm × ストローク 150 mm、21,205 cc
- 最高出力:
  - 360 PS (265 kW) / 2200 rpm、
  - 400 PS (294 kW) / 2200 rpm、
  - 430 PS (316 kW) / 2200 rpm

- 最大トルク:
  - 128 kgf⋅m (1,255 N⋅m) / 1200rpm
  - 142 kgf⋅m (1,393 N⋅m) / 1400rpm
  - 153 kgf⋅m (1,500 N⋅m) / 1200rpm

### V10気筒シリーズ
RD10型
- 2バルブ・自然吸気
- ボア 135 mm × ストローク 125 mm、17,892 cc
- 最高出力: 350 PS (257 kW) / 2500 rpm
- 最大トルク: 120 kgf⋅m (1,177 N⋅m) / 1400 rpm

RD10(T)型
- オフロードダンプのみの設定）
- 2バルブ・ターボチャージャー搭載
- ボア 135 mm × ストローク 125 mm、17,892 cc
- 最高出力: 500 PS (368 kW) / 2300 rpm
- 最大トルク: 168 kgf⋅m (1,648 N⋅m) / 1300 rpm

RE10型
- 2バルブ・自然吸気
- ボア 135 mm × ストローク 132 mm、18,894 cc
- 最高出力: 370 PS (272 kW) / 2200 rpm
- 最大トルク: 130 kgf⋅m (1,275 N⋅m) / 1400 rpm

RF10型
- 2バルブ・自然吸気
- ボア 138 mm × ストローク 142 mm、21,239 cc
- 最高出力: 395 PS (291 kW) / 2200 rpm
- 最大トルク: 138 kgf⋅m (1,353 N⋅m) / 1300 rpm

- 最高出力: 420 PS (309 kW) / 2200 rpm
- 最大トルク: 142 kgf⋅m (1,393 N⋅m) / 1400 rpm

RH10型
- 4バルブ・自然吸気
- ボア 150 mm × ストローク 150 mm、26,507 cc
- 最高出力:450 PS (331 kW) / 2200 rpm
- 最大トルク:160 kgf⋅m (1,569 N⋅m) / 1400 rpm

- 最高出力:500 PS (368 kW) / 2200 rpm
- 最大トルク:180 kgf⋅m (1,765 N⋅m) / 1400 rpm

- 最高出力:520 PS (382 kW) / 2200 rpm
- 最大トルク:185 kgf⋅m (1,814 N⋅m) / 1200 rpm